# 鄧龍光
鄧龍光（1896年10月18日—1979年2月3日），字劍泉，號德梧。廣東省茂名县（今茂名市茂南区镇盛镇）人，為南京保衛戰中少數成功突圍的將領。

## 生平
1912考入廣東陸軍小學，鄧龍光被編在16歲班級，同學有薛岳、黃琪翔、張發奎、葉挺等。1914年陸軍小學畢業後，全班遷入武昌第二軍官預備學校。1917年入保定軍校六期步兵科就讀，1924年參加國民革命軍東征，事後因作戰有功升任粵軍第三師第六旅第十三團團長，後任國民革命軍第四軍教導一師副師長、師長，第十二師師長。1928年同張發奎、黃琪翔、許志銳等人鎮壓南昌暴動。

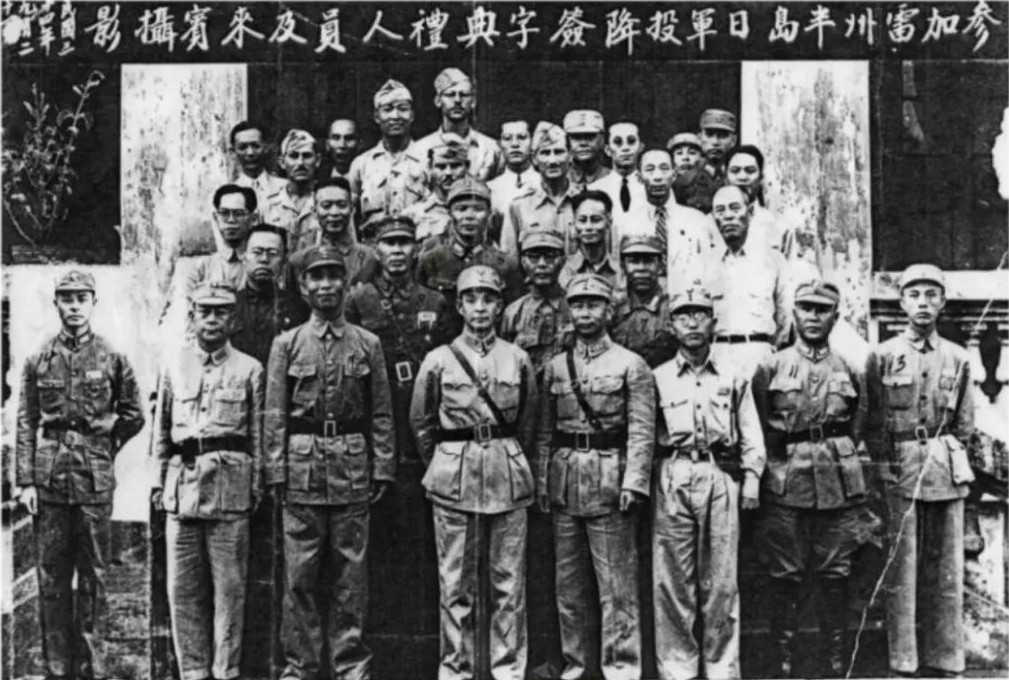
1945年9月21日雷州半島日軍受降典禮。左四為鄧龍光

1937年任國民革命軍六十四軍副軍長，10月任國民革命軍八十三軍軍長，12月1日日軍進攻南京，鄧龍光率八十三軍參與南京保衛戰，9日在光華門、麒麟門等處迎擊日軍松井石根部，事後受到國民政府明令嘉獎及兩萬銀元犒賞，鄧龍光和葉肇成為南京保衛戰中少數成功率部突圍的部隊。1940年1月任第三十五集團軍總司令，1944年參與桂柳會戰。抗戰勝利後在雷州半島接受日軍投降。
1947年11月當選國大代表，1948年8月廣州行轅改稱廣州綏靖公署，任副主任。1949年8月11日任戰略顧問委員會顧問，後任光復大陸設計研究委員會委員並參與編著《第四軍紀實》。1979年2月3日在臺北市去世。